# 斎藤智恵子
- 斎藤智恵子[2]
- 齋藤智恵子[3]
- 斉藤智恵子[4]
- 齊藤智恵子[5]

斎藤 智恵子（さいとう ちえこ、1926年〈大正15年〉11月11日 - 2017年〈平成29年〉4月28日）は、日本の実業家。東京都台東区浅草のストリップ劇場であるロック座の元社長、後に会長、名誉会長。昭和中期に「東 八千代（あずま やちよ）」の芸名で踊り子（ストリップダンサー）として活動した後、経営者に転向し、日本一といわれる劇場チェーンを築き上げた。その男勝りの性格や様々な武勇伝から「伝説の女傑」「浅草のドン」「浅草のゴッドマザー」とも呼ばれた。勝新太郎ら数多くの芸能人の支援、ビートたけしとの交友でも知られた。宮城県白石町（後の白石市）出身。

## 経歴
白石町の魚屋に誕生した。母譲りの男勝りな気性で、幼少時より姉御肌の活発な性格であった。
1943年（昭和18年）に、宮城県白石高等女学校（後の宮城県白石女子高等学校）を卒業した。翌1944年（昭和19年）に母方の伯母を頼って上京し、洋裁専科である青山学院女子専門部家政科（後の青山学院女子短期大学）へ入学した。家業の魚の生臭さを嫌ったことに加え、当時は太平洋戦争の最中であり、戦中を生き抜くには手に職をつけるべきとの考えであった。浅草には大衆演劇や多くの劇場があり、そうした場所で働きたいとの希望もあった。
夏季休暇に帰省した際、旅一座の座長に一目惚れした。1946年（昭和21年）、母の死で性格が荒れたことや、妊娠したこともあり、青山学院女子専門部を中退した。同年に周囲の反対を押し切って、座長と結婚した。未入籍の事実婚であった。以降は大きくなる腹を抱えつつ、一座全員の炊事や洗濯を引き受け、時には役者として舞台に上がりつつ、一座と共に日本全国を回った。
翌1947年（昭和22年）、長男の斎藤恒久を出産した。この1947年は、後に親交を持つビートたけしの誕生した年であり、ストリップの元祖といわれる額縁ショーが開催された年であり、日本初のストリップ専門劇場としてロック座が開設された年でもある。
1949年（昭和24年）には、長女が誕生した。1954年（昭和29年）、夫の女性問題で離婚し、一座からも退団した。子供2人は元夫が引き取り、北海道夕張炭鉱での出稼ぎを経て、一座の伝手で、愛知県豊橋市の会社に勤務した。
1959年（昭和34年）頃には東京で、裁縫や日本舞踊の指導で生活した。後に、幡ヶ谷の舞踊研究所で日本舞踊を指導した。それまでは大衆演劇で身につけた知識と技術だけで踊っており、資金不足から名取を取っていなかったが、雇用主の好意で藤間流の名取を取得した。その後、浅草の奥山劇場が当時ストリップを始めていたことから、劇場主の依頼により、振付師として踊り子たちに日舞を教えた。

### 踊り子デビュー
1960年（昭和35年）、奥山劇場の社長に、ストリッパーへの転向を勧められた。すでに30歳を過ぎ、2人の子持ちの身で人前で裸になることには抵抗があった。しかし、踊りの師匠としての収入は1か月1人2千円であったところが、ストリップの舞台に立って20日間踊れば約3万円の収入に繋がると聞かされた。これは当時の大卒初任給の倍に値する額で、養育費のために舞台に立つことを決心した。芸名の「東八千代」は、「『東』の字は末広がりで縁起良い」「開くといえば『八』も良い」点から名付けた。
翌1961年（昭和36年）、ストリッパーとしてデビューした。当時はストリップとはいえ、乳房をわずかに見せるだけで、それ以上の露出はご法度であった。しかし斎藤は、羞恥心を隠すために酒を煽って舞台に立ち、着物を脱いだ拍子に帯に足を取られて転倒、鬘が外れて吹っ飛び、大股を開いて陰部をさらけ出してしまい、観客の爆笑を浴びた。大恥の出来事であったが、「面白い踊り子がいる」と話題を呼ぶきっかけになった。自身にとっても、これが舞台度胸に繋がった。
踊り子としての現役時代は地方巡業、いわゆるドサ回りが中心だった。同年にはストリップ一座を率いて北海道公演を行ない、札幌市、旭川市、函館市などを回った。

### 経営主への転向
1961年（昭和36年）頃には、当時の映画館が21時半で終わっていたため、池袋や新宿の映画館を土曜の夜だけ借り、数人の踊り子と共に映画館でのストリップ興業も行なった。
後に小屋主から、小屋を買わないかと勧められ、1963年（昭和38年）に栃木県佐野市の佐野中央劇場を購入した。経営主としての最初となる興業では、斎藤自身が驚くほどの客の入りとなった。斎藤は後にこの興業を、最大の感動かもしれないと語っている。
翌1964年（昭和39年）には、宮城県仙台市と長野県の上山田町（後の千曲市）の劇場も購入した。特に上山田は、1970年代に戸倉上山田温泉が会社の慰安旅行で人気の地となり、温泉帰りの会社員が頻繁に劇場へ通って大入りとなったことで、斎藤にとって大きな収入源であった。
その後も日本各地の劇場の購入を続け、1970年（昭和45年）には、経営する劇場の数は20以上にのぼった。これは当時、ストリップの人気が徐々に下火になり、経営者たちが自分の所有する劇場を手放したがっていたという事情もあった。高度経済成長期であったことから、劇場以外にもホテル、マンション、映画館など、多くの不動産も購入した。
経営者の立場となった斎藤は、踊り子としての出番は減り、舞台に上がる機会は欠員の穴埋め程度になった。約70人の踊り子を抱え、日本各地の劇場やキャバレーからの要請に応え、踊り子を派遣した。当時の移動手段は、平成期のような営業車やタクシーではなくすべて電車であり、その電車が遅れても、連絡しようにも携帯電話すら無い時代であったため、踊り子たちのスケジュールは斎藤が完璧に管理しなければならなかった。ちらし張りから衣装作り、入場料の徴収まで自前でやった。
1967年（昭和42年）には、踊り子5人でヨーロッパ公演を行った。パリを皮切りに、イタリアやドイツにも足を延ばし、約半年の間、各地のナイトクラブなどで興行し、各地で大人気を博した。
1971年（昭和46年）、浅草の最老舗であるロック座と歩興業契約を結んだ。翌1972年（昭和47年）には自分の芸名から1字をとって株式会社「東興業」を興してロック座を登記し、正式にロック座を買い取った。費用について斎藤は後に「9000万円くらい」と振り返っている。前営業者が斎藤にロック座を売り渡した理由は、前述のようなストリップ人気の下火に加え、関西の劇場で流行した過激なショーに押されたこと、ストリップ劇場の幕間コントで芸を磨いたコメディアンが、次々とテレビ界に引き抜かれたことなどであった。
斎藤はロック座のオーナーとなって以来、AV女優などの若く美形の踊り子を舞台に立たせるなど、客の裾野を広げて舞台を発展させていった。また、それまでのストリップに付き物だったコメディや芝居を減らし、ついにはそれらを一切無くし、ストリップ1本で勝負していった。1973年（昭和48年）、ロック座の初代会長に就任した。長男の恒久に社長の座を継がせて舞台を一任し、自らは経営に専念した。同1973年春の初公演では、フランスからヌードショーのチームを招いての公演であり、ロック座の前に観客が長蛇の列をなし、隣の映画館から苦情が出るほどであった。

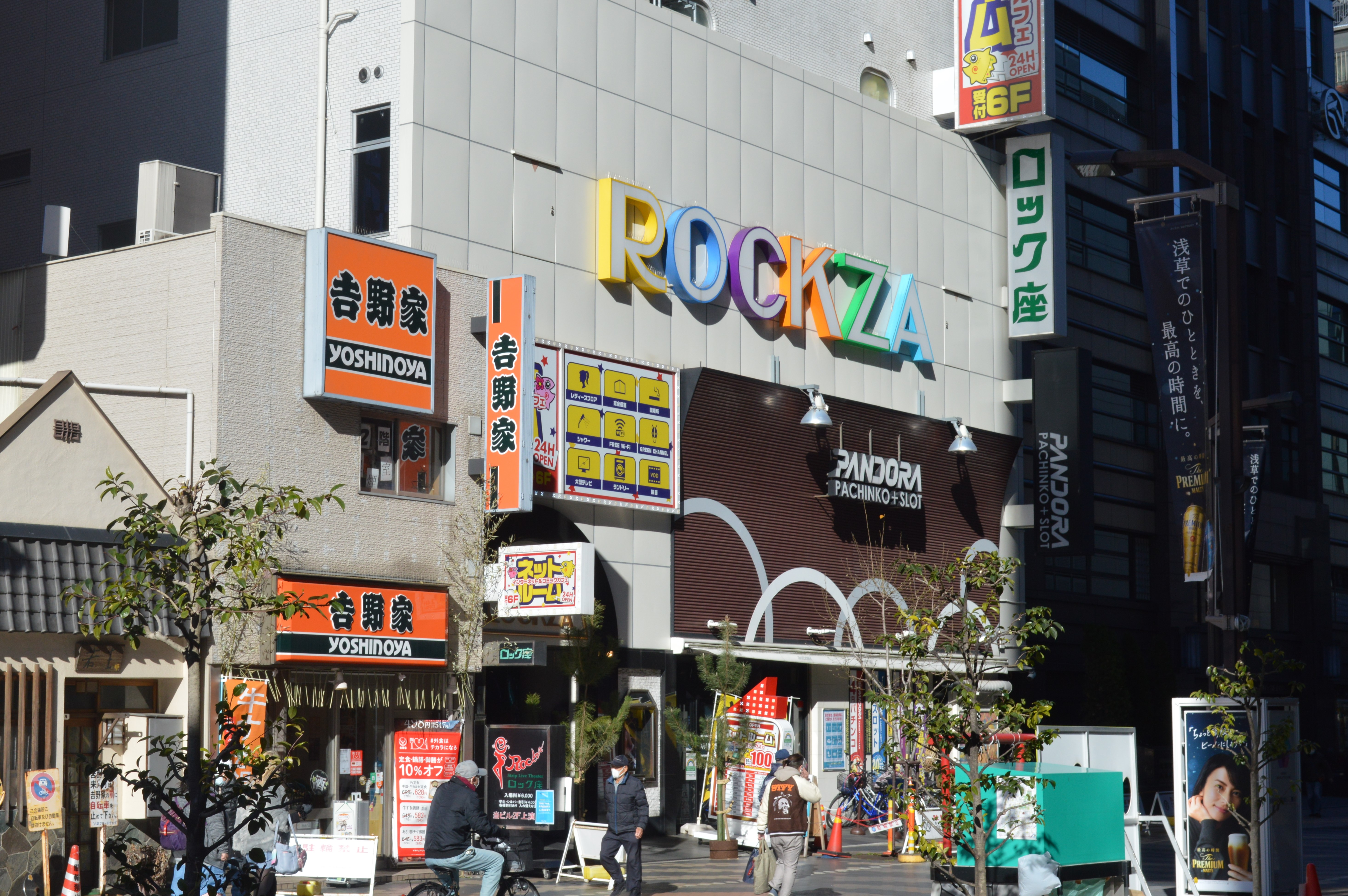
ロック座

1984年（昭和59年）に浅草ロック座を、8階建ての鉄筋ビルに新装開館させ、照明と音響には2億円を投じた。これには、それまで自分が踊っていたストリップ小屋があまりに粗末だったことや、照明、音響、衣装、舞台装置があってこそ女の裸が光り輝くとの考えがあった。この費用にあたっては、銀行の支店長が斎藤に惚れこみ「クビになってもいい」と2億円を貸したという。同1984年、斎藤の踊り子としての引退興行が行なわれた。
1990年（平成2年）には、当時16歳の家出少女を千葉の劇場責任者から紹介され、朝霞市内や上山田のショーに出演させていたことで、児童福祉法違反容疑で書類送検された。以来、踊り子の雇用には慎重を期すようになった。他にも、1963年(昭和38年）に、京都の劇場での出演中に公然わいせつ罪で検挙されたことを始め、計8回の逮捕歴があり、後年には前科8犯とも称していた。
1997年（平成9年）、TBSテレビのプロデューサーからの紹介により、ビートたけしが司会を務める深夜テレビ番組『新橋ミュージックホール』（よみうりテレビ）にゲスト出演し、これを機にたけしとの交友が始まった（後述）。
2000年（平成12年）に入る頃には、経営するロック座のチェーン店舗が全国で数館、所属する踊り子は約20人おり、上山田には約30人の芸者がいる置屋と居酒屋、キャバレーが各1軒、浅草には喫茶店と踊り子たちが住むマンション群があった。劇場の客席には裸目当ての男性客だけでなく、カップルや女性客も増えていた。

### ブラジル公演
同2000年末の忘年会で斎藤が、ブラジルの日系人たちにショーをプレゼントしたいと発言したことがきっかけで、翌2001年（平成13年）、ブラジル公演が決行された。普段は日本各地に散らばるロック座の踊り子たちと、自分が元気なうちに旅をしておきたい、日本国外のステージで彼女らに自信をつけさせたいとも想いでもあった。総勢18人の踊り子、着物、かつら、小道具の総重量約1トンという大ツアーとなった。総費用は約1千万円に昇り、すべて斎藤の持ち出しであった。
サンパウロではチケットは2週間で売り切れ、1200席の会場に1600人が詰めかけた。ベレンではバスで8時間かけてやってきた団体や、400キロメートルの距離を車を飛ばしてきた人たちもいた。老人ホームへの慰問も行い、100歳の移民1世の老婆が喜んだ。ポルト・アレグレではブラジル人を舞台に上げ、着物を着せ、かつらをつけて芸者とし、会場から大喝采を浴びた。
「嫁に行け行けと言われて。来てよかった」という50歳代の日系男性、「涙がポロポロ出ました。とてもすてきな舞台でした」という40歳代の日系女性、「小さいころから興味のあった日本文化に触れることができました。ありがとうございました」という40歳代のブラジル人女性もいた。

### 晩年
2005年（平成17年）、孫がロック座の3代目社長、長男の恒久が会長を継ぎ、斎藤は名誉会長の座に就いた。
米寿を迎える2012年（平成24年）、胸に腫瘍ができて体調を崩し、手術を2回受けたが、2週間ほどで退院し、上山田の大衆演芸場と浅草を往復する生活を再開した。周囲のスタッフに指示を出す、活力ある言動が揺るぐことはなかった。
しかしこの頃は、さすがに遠距離の移動は避けるようになった。経営も孫たちに一任し、自身が人前に出ることは少なくなった。その肉声を聞くことができる者は、ごく限られた身内の人間か、親しい者だけとなっていた。斎藤の経営する飲食店には、斎藤がすぐ休めるようにベッドが用意されていた。
2011年（平成23年）に骨折し、さらに移動が困難になった。頻繁に沖縄や日本国外を旅行していた以前と異なり、外出といえば浅草の劇場か雀荘程度で、大抵は1日中、食堂で編み物をする生活を送っていた。
2016年（平成28年）、卒寿を祝う盛大なパーティーが、上山田のホテルで開催された、
2017年（平成29年）4月、食欲が減退したことから、家族により無理やり東京都内の病院に連れて行かれた。検査の結果、胃癌と判明した。本人が力を落とさないようにと、告知はされなかった。病室にはたけし軍団のアル北郷、お宮の松らが見舞いに訪れた
入院中も食欲は戻らず、点滴のみでの栄養補給のため、徐々に体力が低下していった。最期は親族が見守る中、眠るように死去した。満90歳没。
通夜には山本晋也、内田裕也、ガダルカナル・タカ、ゾマホン・ルフィン、高須基仁、小向美奈子ら、芸能関係者も多く参列した。

### 没後
死去と同年の2017年7月に長野で開催された「戸倉上山田温泉夏祭りと煙火大会」では、元芸者たちが斎藤の遺影を抱いて、「智恵子! わっしょい!」の掛け声と共に神輿に登った。
死去から7か月後の同2017年11月、自叙伝『浅草ロック座の母 伝説の女傑』が出版され、初の自叙伝にして遺稿となった。前書きで斎藤は「勝新太郎に20億円貸したとか、ヤクザに斬られたとか、ラスベガスにプール付きの家を何軒も持っていたとか、たけしさんに有無を言わせず映画を撮らせたとか、小向美奈子ちゃんをストリッパーにしたとか…」と伝説めいた自分の噂を述べ、さらに「笑っちゃいますね。でも、だいたい合っております。事実のほうがもっとすごかったり、ややこしかったりするんですけどね」と続けている。同書に携わった作家の中大輔は、「エピソードが1冊の本にとても収まりきれない」と語った。ビートたけしもこの自叙伝の内容を指して「実際はあんなもんじゃない」と語っている。

## 興業のアイディア
斎藤が経営主となった1960年代は、まだ娯楽が少なかったことから、斎藤の劇場は若さ、ダンス、アイディアをによる舞台で連日満員だった。例えば日本国外の踊り子が人気と見るや、斎藤は彫りの深い顔の踊り子を、髪を金髪に染めさせ「日本語を喋るな」と言って、舞台に上げさせた。踊り子の股間を隠すバタフライ（前貼り）に紐をつけ、客が引くと一斉に布がめくれ上がる、といった余興もあった。
佐野の劇場では、客が自家用車で乗り付けると、その客を劇場の入口で降ろし、従業員が車を駐車場まで運ぶという、ホテルのようなサービスで好評を得た。昼に小屋が開くとあっと言う間に客席は満杯になることから、舞台の袖にパンと牛乳を用意して、客席に無料で配るという、女性ならではのサービスも考えた。大勝館（後述）でも、待ち行列を成す客たちにヤクルトを配っていた。
1988年（昭和63年）からは、ロック座の踊り子に、アメリカのラスベガスで3か月間の訓練を受けさせていた。客に対して「常に本物の芸を提供したい」との考えによるものであった。6部屋ある邸宅を2世夫婦のまかないつきで借り、レッスン場に通わせ、1日5回、夜までのレッスンで、フランス人教師のもと、歩き方からフレンチカンカンまで習わせた。「1人約80万円かかるが、3か月間で1年分の成果が上がる。日本で教わるより実質的には安上がり」と語っていた。
平成期、AV女優たちがストリップ劇場に多く出演するようになっても、斎藤は毎年1月と8月の2回、手持ちの踊り子たちをロック座に呼び戻し、本場仕込みの艶やかなダンス中心のショーを創ろうと、連日深夜までリハーサルを続けていた。踊り子たちを指導する斎藤の声は、脇に座る演出家を気圧す勢いで、周囲には誰も近づけないほどだった。
他の劇場でタッチショーやポラロイドショーが流行しても、斎藤の浅草ロック座ではそれらを一切行わず、ダンスだけに拘った。他にも過激なショーにはレズビアンショー、天狗ベッド、まな板ショーなどがあるが、斎藤はそのどれも嫌っていた。初めて関西で観劇したときには、癲癇を起こしそうなほど驚いたという。「戦後の日本のストリップは、『客が踊り子と絡める、触れる』という過激さを売りにしてきた。でもロック座の目指すのは、品のあるストリップ」と強調していた。自身の劇場でレズビアンショーなどを行なわないのには、踊り子が不感症になれば嫁の貰い手が無いとの気遣いもあった。
「色気は裸を見せるのではなく、見せるようにして見せないところにある」との考えから、自身が踊り子として舞台に立ったときは、髪を長く伸ばして体を隠した。舞台に立つ際は、事前に楽屋で他の踊り子が用意したビールを一気に煽って舞台に立った。経営者となった後も、踊り子たちに同様に髪を伸ばすことを勧めていた。好みからショートヘアにする踊り子もいたが、個性を大事にし、敢えて無理強いはしなかった。裸になることに拘りのない踊り子が増えた時代となっても、斎藤は「恥ずかしさ」という気持ちを大事にした。「恥じらいがなければ色気は生まれない」とも語っていた。

## 斎藤と踊り子たち
踊り子や従業員の面倒を家族のように見る斎藤は、皆に「ママ」と呼ばれた。踊り子の体調が悪くなると「ママが踊るから寝なさい」と言って休ませ、自ら舞台に上がり続けた。裏ビデオの女王と呼ばれた田口ゆかりが斎藤のもとで踊り子となった後、覚醒剤所持で逮捕となっても「あの娘は薬に負けているだけ」と庇い、「薬をやめて、劇場の切符切りでも電話番でもいいから、地道に働いてほしい」と願っていた。
踊り子たちの育成を子育てと同様に考えて、「縛りすぎると反発する、甘やかすと駄目になる、ほど良い加減で管理する」が、踊り子に対する主義であった。小言を言わないことも主義であったが、唯一、「夢中になると仕事に集中できなくなり、生活が荒れる上に、給料も使い込んでしまう」との理由で、ホストクラブへの出入りだけは禁止していた。
北海道小樽市での公演中に警察の取り締まりに遭った際には、他の踊り子たちを逃がし、自分だけが舞台で踊り、警察に連行された。警察で事情徴収を受けていると、10人以上の踊り子たちが「私たちも捕まえてくれ」と警察に駆けつけ、始末書のみで済んだという。
上山田温泉の劇場である上山田ロック座の支配人は「困った子には前貸しもしていましたしね」「当時ママは土日でも金が引き出せる斎藤銀行と呼ばれていました。気っ風がいいからあっと言う間に何十人という踊り子がママの周りに集まって来たんです」と語っている。後述する大勝館には食事処が併設されており、これは踊り子たちが食事に困窮することのないようにとの配慮でもあった。
踊り子たちを宝物と考える斎藤は、踊り子の芸名に、宝由加里、宝京子のように、よく「宝」の字を用いた。東弘美、東茜のように、自分の芸名「東八千代」の「東」の字を継がせることもあった。特に華があると見た踊り子には「東八千代」の名そのものを継がせ、二代目東八千代から、八代目東八千代まで続いた。東八千代の名はトップスターを意味することから、後継者の苦労は並大抵のものではなかった。たとえば三代目東八千代は、襲名の条件は「結婚しないこと」で、舞台に上がる限りはダンス一筋で、人生を舞台に賭ける覚悟でいたという。
年をとった踊り子のためには、様々な仕事を用意した。20歳代では踊り子、40歳ほどまでは芸者、その後は劇場のもぎり、料理人、裁縫、喫茶店や居酒屋の支配人と、次々と仕事を用意していた。踊り子を引退後に斎藤の身の回りの世話をする60歳代の女性もいた。これらの仕事の用意のため、1989年（平成元年）には上山田に芸者置屋「一力」を開業して、検番も務めていた。上山田ではスナックなども経営して、座敷の終わった芸者が働けるよう計らっており、週末の夜は満員で入店が困難なほどの盛況であった。これらは、踊り子の就職先の世話のみならず、温泉地の活性化にも繋がるとの考えがあった。踊り子の1人が交通事故に遭って舞台に上がることができなくなり、斎藤の手引きで、ロック座の売店の店員として働いたこともあった。
元ロック座所属の踊り子の1人・雅麗華は、斎藤の養女でもある。踊り子であった生母が6歳のとき失踪、その2年後に父が死去したことで斎藤が引き取り、後に劇場に出入りする内に舞台に憧れ、1985年（昭和60年）にデビューに至ったのである。一時は「踊り子にするために養女をとった」などと新聞や雑誌で叩かれもしたが、やがて2007年引退時には新聞にニュースが載るほどの人気の踊り子の1人となった。

## その他の事業

### 大勝館
2002年には浅草の大衆劇場・大勝館の改装を手掛けた。大勝館は1908年に浅草六区に開館して人気を博したが、テレビの普及に押されて閉館を強いられ、買い手のつかない建物がそのまま残っていた。また浅草という土地自体、同じくテレビの普及などで劇場も映画館も相次いで閉館し、時代に取り残されて寂れている状態であった。
2001年夏、浅草で「全国座長大会」が開催された際、日本各地の旅を重ねる大衆演劇にとって、長期公演できる常設小屋がないのが座長たち共通の悩みとして、意見が上がった。同年、大衆劇団・南條隆一座の座長である南條隆が斎藤に「浅草にホームグラウンドとして使える劇場がほしい」と相談を持ちかけた。斎藤にしても、浅草はかつて自分が遊び場とし、成人後も自分で部屋を借りたりして住み続け、学校では教えない教養や人情の機微を教えてくれた土地として、浅草を何とかしたいと考えていたところだった。
斎藤は「駄目でもともと」と2001年5月、ビル所有者の大手建設会社に打診した。しばらく返事がないために望みは薄いと思いつつ督促したところ、7月にOKの返事があり、同年末より急遽、改装工事が着手された。
同2001年の大晦日、こけら落としが行なわれ、ビートたけしら多くの浅草芸人から花が届けられた。斎藤は「本当にやっていけるか、正直心配だった」と語るものの、場内は200の客席が満席だった。その後も連日の大入りとなり、満員のために場内に入れずに帰る客もいたほどだった。斎藤は「これほどの人気になるとは、全く想像もしていませんでした。びっくりしています」と驚いた。
2004年（平成16年）、中日新聞創刊120周年記念キャンペーン「We love Tokyo」（私たちは東京を愛している）の第1弾、地域おこし座談会を開催された。斎藤は、第1回座談会に浅草在住の作家であるいとうせいこう、文化庁文化部長である寺脇研らと共に出席、浅草の活性化について、提言の具体化に向けて動き出していた
斎藤は、大勝館の再生を浅草復興の第一弾と位置付け、将来的には大勝館をビートたけしにちなむ施設にするべく、大勝館の劇場の上に「たけし会館」を作ること夢を抱いていた。しかし2007年（平成19年）に施設の老朽化から閉館を強いられ、その夢が叶うことはなかった。

### 映画『座頭市』
ビートたけしの映画監督としての第11作、初の時代劇となる『座頭市』（2003年公開）も、斎藤の依頼により企画されたものである。座頭市シリーズは本来は勝新太郎による作品であり、斎藤は勝の没後も『座頭市』を失いたくはなかった。他の俳優によるリメイクを考案したものの、勝の存在感が強すぎ、勝を超えるものにはならないと考えていた。そこで、たけし主演による新しい『座頭市』というアイディアが出たのである。当初は、たけしは主演のみで、監督は三池崇史を想定していたが、やがて主演・監督共にたけしとの考えに至った。たけしが監督であれば日本国外でも通用するとの考えもあった。勝が1990年に経営難から映画化権を手放しており、斎藤は映画化権を持っていなかったため、勝プロダクションの伝手を辿って権利を買い戻し、たけしへの依頼に臨んだ。
2000年前の初夏、斎藤は勝の三回忌でたけしに会い、『座頭市』の撮影を依頼した。たけしもやはり勝のイメージが強く、「いくらおかあさんの頼みでも」「とてもじゃないけど」と、一度は断った。たけしは「簡単に手を出せる人じゃないし、日本から逃げようと思った」という。しかし斎藤は諦めきれず、後日たけしを食事に誘い「これから頼みごとをするけど、絶対にいやと言わないでね」「はいと言って」と念を押した上で、勝の真似ではなくたけしなりの『座頭市』を、たけしの好きなように製作するという条件で、半ば強引に首を縦に振らせた。たけしは同意したものの、監督のみ引き受けたものと勘違いしており、後に監督・主演の両方の依頼だと知って仰天したという。
「たけしの好きなように」との条件の通り、『座頭市』は主人公が金髪、タップダンサーチームのSTRiPESが劇中でダンスを披露、大衆演劇の若手女形である橘大五郎を抜擢、コント仕立ての場面など、前作のリメイクではなく、「盲目で居合の達人」という設定以外はまったく異なる作品となった。橘の起用も斎藤の縁であり、たけしが斎藤の勧めで2002年に「浅草がんばろう会」を観劇し、橘の踊りを見て興味を抱いたという。
斎藤は撮影前に、たけしと一緒に勝の墓参りに行き、「これから『座頭市』をやります。いい作品ができますように」と報告した。斎藤はたけしにより映画の企画者とされ、クレジットタイトルやポスターにも「企画 斎藤智恵子」と入れられた。もっとも斎藤自身の弁によれば、斎藤は依頼をしただけで、資金を出したわけでもなく、やったことといえば、おにぎりを作って撮影所に差し入れしていたくらいだという。ロック座の振付師に映画のチケット50枚を売るよう命じ、「全部売れた」と売上の封筒を差し出されたものの、斎藤は「着物を買う足しにしな」と受け取らなかった。映画の大ヒットで1億円を超す配当があったが、斎藤は「次の作品の足しにしてください」と、受け取りを断った。たけしが譲らなかったことから、結局は受け取ったという。
こうして製作された『座頭市』は大ヒット作となり、2003年に第60回ヴェネツィア国際映画祭で特別監督賞を受賞した。後に斎藤は「やっぱり『座頭市』は私の財産です」と涙ながらに語っていた。

## 人物
経営から退いた平成期には性格が少々丸くなっていたものの、全盛時は「鬼」と恐れられていた。劇場のルールを守らない踊り子には「てめえ何やってんだ」と一喝した。興業を続けるには熾烈な駆け引きも必要だが、斎藤は持前の男勝り度胸と気っ風の良さにより、それを乗り越えることができた。斎藤自身は3人目の子供を流産したことを明かし「子宮を取っちゃったから。生理もなくなった。だから男っぽいし、元気なのかな」と笑い飛ばしていた。妊娠時に銀行で窓口にいたら、足下に血が流れており、体調が落ち着いてから、2人の子供の育児のために子宮を取ったという。
斎藤の長女の少女時代に記憶によれば、乱れた生活ながらも子煩悩であった父に対し、母の斎藤はしっかり者で厳しく、抑えきれない事業欲の持ち主だった。斎藤の離婚後、長男と長女は斎藤が踊り子となった後に母のもとに連れ戻れ、当時の斎藤は鬼のような形相で仕事をしていた。長女は「とにかくママは百万円稼いだら百万円貯める人なんです。三十万円しかなくても、二十五万円はしっかりと貯金している人でしたから」と語っており、当時の長女は、冬服はセーター2枚、スカート1枚のみで、毎日アイロンをかけて学校に着て行ったという。後に長女は母の生き様を「私にとって彼女は母親というよりも社長という感じです。あんな人生を生きている人は、そうそういないでしょう」と語っている。
面倒見の良さは誰もが語った。頼まれると断れず、困っている人がいると結局は世話してしまう性格であった。面倒見の良さから、浅草では知らない人がいないと言われ、ヤクザの親分も一目置いていると言われていた。現役時代にも気っ風の良い性格から、まだ若いにもかかわらず、コメディアンたちから「お母さん」と呼ばれて慕われた。
後述のように勝新太郎の支援で億単位の金を失った後、勝プロの番頭は「それでもママはあっさりしてますわ」「そりゃ最初はグチっていましたよ。ところがその後も僕には浅草のマンションをただで貸してくれましたし、病気で臥せっていたらお粥をつくってもってきてくれたりする。面倒見がいいんです」と語っていた。
2007年（平成15年）には、真樹日佐夫の原作によるビデオ映画『愛しのOYAJI』に、真樹からの依頼により本人役で登場した（真樹の原作による「月刊ZUBA!」連載の同名の漫画にも本人役で登場）。しかし撮影途中、斎藤の出番を残した状態で、劇場の金銭トラブルで斎藤が警察の事情聴取に呼ばれ、撮影は中断を強いられた。夕方近くに真樹の元に戻った斎藤は、損害が5千万円にも上り、疲弊した様子を見せながらも、映画の脚本を手にしており、撮影続行に前向きな姿勢を見せていた。このことで真樹は、斎藤の精神面での強靭さを感じたという。

### 金銭感覚
踊り子となった当時、最低限の生活費と育児費を除き、ほとんど給料に手をつけなかった。紙幣の1枚1枚にアイロンをかけ、当時の住居であるアパートの畳の下に保存するという生活を、3年間続けた。6畳間で約8万円に昇り、畳の下に紙幣が満ちると、その上に新聞紙を重ね、また紙幣を敷いていた。公演後には劇場付近でたばこの吸殻を拾って、金に換えていた。
自宅アパートに金庫が備え付けられたある日、真夜中に火事に遭った。斎藤は「お前たち逃げろ! 俺に構うな!」と言って、同居の踊り子たちを逃がし、自分は必死に金庫にしがみ付いて金を守ろうとした。結局は踊り子たちに引っ張り出されて泣く泣く避難することになった。幸いにもぼやで済み、金庫も無事であった。
子供を育てるために家を建てようとの意志は固かった。踊り子として給料だけでは足らず、衣装縫い、キャバレー、ナイトショーと掛け持ちしつつ、金をためた。佐野の劇場を借りた際は敷金120万円、家賃月8万円であり、何の保証もなかったが、働きぶりだけで信用して分割払いにされたという。
限りない節約家でもあり、日々の食事は踊り子や従業員と共に、大鍋の炊き出しで済ませていた。1日の副食代は1500円で済ませており、普段の食事は飯と漬物で十分とも語っていた。複数人での食事では、皿におかずが残ることをひどく嫌がり、もったいないと言って、自分の口に放り込んだり、他の人の皿に回したりした。
2000年6月、長く人に貸していた草津の小屋を、斎藤が再び興行主として仕切ることになった。昨今の温泉場は客入りが悪いとの声もあったが、小屋を休ませるのは忍びない斎藤は「もったいないじゃないですか」の一言で済ませた。現地に責任者は置くが、斎藤はどうしても自分で現場を仕切らないと気が済まず、毎週、前半は浅草で業務をこなし、週末は上山田のキャバレーのレジを打ち、その合間に草津へ行って踊り子の世話をするという生活を送った。移動に使うワゴン車の走行距離は、1カ月に約7千キロメートルを記録した。
ロック座では、踊り子の衣装やかつらも決して外注には出さず、ロック座の斎藤の自宅兼稽古場兼裁縫場ですべて従業員が作っており、公演前には斎藤自らも徹夜で針を取った。時には踊り子の子供の服まで縫うこともあった。「生地を安く買ってきたり、浴衣をこわしたりしてね。踊り子の胸囲、身長とかを計って型紙をとってね。そうしておくと、何度も型紙が使える。安上がりだし、いいものができるから」とのことだった。斎藤のもとで現役を卒業した元踊り子たちが手縫いで豪華な衣装を仕上げることもあり、小道具もまたすべて自前であった。
2003年（平成15年）時点では、ロック座ビル近くに自宅マンションを持っていたが、そこへは帰らず、1分1秒を惜しんで仕事をしていた。東京新聞の記者がインタビューをした際、3度目に話を聞きに行ったときも、楽日後の精算でまったく会うことができなかったという。
若山富三郎の十三回忌では、来賓のスピーチに指名されるなり、マイクを手にして、ある有名女優の名をフルネームで呼び、「この会場にきているだろう。おい、逃げ回ってばかりいないで金を返せ」と叫んだ。このことが、同席していた真樹日佐夫が斎藤に興味を抱き、先述の『愛しのOYAJI』への起用のきっかけとなった。
このように金銭に執着するようになったのは、劇場経営に乗り出した頃、女だからとの理由で他の劇場主のいじめや嫌がらせに逢い、専属の踊り子を増やして劇場を繁盛させることも難しかったからともいう。

### ヤクザ・極道との関係
劇場の経営に乗り出した後には、地元を取り仕切るヤクザとも衝突するようになった。初の経営である佐野では早速、地元のヤクザに出店料、いわゆるショバ代を要求された。『大法輪』のインタビューによれば、斎藤は「客が入るかどうかわからないので、払えません。どうしてもというなら、警察に行きましょう」と頑として断ったところ、ヤクザは「女が相手じゃ仕方ない」と帰って行った。女で良かったと実感した斎藤は、その後も再婚しないことを誓った。また自叙伝によれば、斎藤はヤクザを前に、着物をたくし上げ、陰部を露わにしてあぐらをかいて座り「俺はなぁ! 斬る度胸はないが、斬られる度胸はあんだ! やってみろ!」と啖呵を切ると、ヤクザは帰っていったという。
前述の通り、斎藤はこの佐野での初興業が一番の感動かもしれないというが、最も大変だったのも、この佐野だという。この一件を見かねた父が佐野の劇場に手伝いに来て、切符を売っている最中に倒れて死去した。ショバ代を取られたこともあり、月に60万を払わされたこともあるという。
自叙伝によれば、ほかにも銃を額に突きつけられたり、刃物を帯に突きつけられたこともあるという。しかし斎藤は、そうした脅しに怯むことはなく、「好きにしろ!」と、帯を解いて舞台に大の字になったこともあった。1973年9月には、ヤクザ者に一方的に惚れられても相手にしなかったところ、夜に寝ているところをそのヤクザ者に襲われ、肩を斬りつけられた。幸い布団で抵抗して助かったものの、当時はまだ舞台に立っていたため、裸になると傷跡を隠すのに苦労した。傷跡は90歳まで残っていたが、70歳代の頃には「斬られると痛いより熱いんですね」と、涼しい顔で語っていた。
ビートたけしの談によれば、斎藤が千葉の船橋市にストリップ劇場を新設し、ヤクザに営業を任せ、彼らが斎藤に金を収めないことがあった。斎藤が激怒してそれを指摘したところ、先方は「何だこのババア」と言い返したことから、斎藤は拳銃を3丁買い、自分のバックにいる若い者たちに「これでぶち殺してこい」と命令した。先方には事前に話が伝わっており、泣きながら金を渡したが、斎藤は「何だこの金。殺せって言っただろ」と怒りつけたという。
こうしてヤクザ者に怯まない斎藤の噂が広まったか、やがて極道の親分格が、街で斎藤に行き会うと頭を下げて挨拶するようになった。大勝館の新装開館後は、若い極道者が食事に訪れ、「お会いしたかったんです」と斎藤に握手を求める若者もいた。
1995年（平成7年）の阪神・淡路大震災では、テレビで報じられる被害情報に、斎藤はいても立ってもいられなくなり、孫に救援物資を買占めさせた。役所などを通すと動きが遅く、現場では極道が最も早く動いていると考えたことで、極道たちに託すことにした。やがて極道の側近から、礼の電話があったという。

## 芸能界での交友関係

### 勝新太郎
昭和50年代半ば、俳優の勝新太郎が『座頭市シリーズ』製作時の予算オーバーで事務所の経営が傾き、若山富三郎の紹介で知り合った斎藤が支援者となった。勝の支援に当たり、斎藤は長男を勝プロの専務に送り込んだ。音楽イベントを手がけていた長男は、勝のディナーショーの企画等で活躍していた。数百万円単位の日銭を用立てたこともあった。
1981年（昭和56年）、勝プロダクションが倒産。債権者は、保証手形を振り出していた斎藤のもとに一斉にやって来た。覚悟していた斎藤は「1か月待ってください」とだけ言って、当時所有していた渋谷のホテル、浅草のマンションビル、幡ケ谷の映画館を売り払い、負債を肩代わりした。総額にして約5億円、平成期ならその10倍に達する額であった。
勝は斎藤の世話になった恩義から、毎年正月三日になると、浅草の斉藤の自宅に挨拶に出向くことが習わしとなった。1990年台半ばには「ロック座のママにはほんとうに世話になったから。いまの俺があるのはママのおかげだから」と語っていた。
勝の没年である1997年の正月、勝は「どうしても挨拶したい」と、妻の中村玉緒と共に斎藤のもとを訪れ、踊り子から照明に至るまでスタッフ総勢50人に、その場で自分のサイン付きのお年玉を渡し、斎藤の孫にも1万円のお年玉を渡した。斎藤は後に「最期の挨拶だったのかもしれない」と振り返っている。
勝の死去間際の1997年6月、斎藤は勝からマネージャーを通じての依頼により、彼の最後の入院先の病室に招かれた。下咽頭癌により喉を切開しており声を出せない勝は、筆談で「しゃべれないので失礼します。とにかくしゃべれるようにがんばります。本当に失礼ばっかりしてすいません」と、震える字で最期の挨拶を述べた。そして喉に繋げられていた機械を外し、点滴を引きずりながら室内を歩くと、部屋の一角にあった父・杵屋勝東治の形見の300万円の三味線を、斎藤に手渡した。斎藤はこの三味線と、勝の筆談メモ、病室で撮った記念写真を大事に保管していて、特に写真は、頼まれても他に貸さないようにと長男に念を押した。
勝の没後、斎藤は彼を「本当にいい人」「優しくて細やかな心遣いの人」と評価していたが、一方で経済観念がまったく無いことは認めていた。

### ビートたけし
前述の通り、ビートたけしとは1997年に『新橋ミュージックホール』にゲスト出演して以来の縁である。斎藤がロック座を買い取った1971年に、たけしは浅草フランス座でエレベーターボーイのアルバイトを始めており、たけしはその頃から斎藤を「雲の上の人」と感じており、ずっと逢いたかったのだという。
テレビ番組での出逢い以来、たけしは「あの人に会うと浅草に帰ってきた感じがする」と言って、テレビのレギュラー番組の仕事が入るまでは、土曜・日曜に必ず斎藤に逢いに行っていた。たけしの愛車のナンバーは「11-11」で、これも斎藤の誕生日である11月11日にかけたものである。1999年（平成11年）には斎藤の孫の結婚式に、たけしも出席した。たけしの母が同1999年に死去したとき、斎藤が「これからは私が第二のお母さんだよ」と言うと、たけしは喜び、それ以来、斎藤を「お母さん」と呼んで慕った。斎藤の部屋を訪れるときは「ただいま」と言って部屋に入った。一方で斎藤は、たけしが映画監督として名を成すと、笑いを込めて「監督」と呼んでいた。また、斎藤が「芸人が家庭に入って奥さんと子供だけじゃ、貧乏くさくなるから、いい女の子を紹介する」というと、たけしはひっくり返って笑ったという。
映画『座頭市』がヴェネツィア国際映画祭で監督賞を受賞した際は、たけしは「お母さんも一緒に行こう」と、斎藤をヴェネツィアへ同行させた。現地の上映では観客は総立ちで、上映後も拍手が10分間も鳴りやまず、「たけし」コールが続いた。観客から絶賛を浴びたたけしは、斎藤と堅い握手を交わし「オレって、欧州で人気があるのが分かったろ」と胸を張った。観客たちの反響に驚いた斎藤が、たけしに「こんなに人気があるところを見せたかったんでしょう?」と言うと、たけしは照れて笑っていた。斎藤はこのことが、涙が出るほど嬉しかったという。
斎藤はこのヴェネツィアで、たけしとマーティン・スコセッシと3人で並んだ写真を撮り、入院直前まで、浅草で経営する食事処に飾っていた。ロック座7階の斎藤の部屋には、たけしの描いた大きな絵画が何枚も飾られていた。
この頃には、斎藤が「私があと10年若かったら、監督の女になってたのにね〜」と言うと、たけしが「ママ、10年若いっていったって、70でしょう。俺が困るよ」と返すやり取りが定番になっていた。
2009年（平成21年）に小向美奈子が踊り子としてデビューした際に、たけしはテレビ番組でコメントを求められ「俺も（斎藤に）足を向けて寝られないんだよな」と答えていた。2015年（平成27年）、浅草フランス座演芸場東洋館でのイベント「したまちコメディ映画祭」で、たけしが浅草への凱旋として舞台に立った際、斎藤はたけしに内緒で花束を渡す役で登場し、たけしを仰天させた。笑顔で花束を渡す斎藤を、たけしは「このお母さんは浅草では伝説の人。70歳の時、踊り子が足りないから私が出るって言って全員で止めたんだから」と、ユーモアを交えて紹介した。
同2015年の斎藤の89歳の誕生会には、たけしも出席し、岸本加世子主演による映画『斎藤ママ一代記』の構想を明かし、斎藤を喜ばせた。翌2016年のたけしの浅草でのライブでは、斎藤は脚を悪くしていたために車椅子で駆けつけ、これが最後の出会いとなった。
斎藤の死去の後、斎藤の長男は母のことを「たけしさんのことが大好きで『あんなにいい人はいない』とよく話していました。たけしさんからも『ママ』と呼ばれ、うれしそうでした」と振り返っていた。通夜の後、たけしは取材に対して前述の映画『斎藤ママ一代記』の構想を明かしており、台本も書きかけていたが、他の仕事と都合がつかず実現しなかったという。
たけしは後に週刊ポストのコラムで「ママの武勇伝はもの凄いんだから。もう、どんなヤバイスジのコワモテの男だってキンタマ縮み上がっちゃうぜ。さすがのオイラでもこれは『テレビで言えない』どころか『ポストでも言えない』ぜ」と語った。
出版プロデューサーの高須基仁は、斎藤は信頼や恩義という筋を外さない人物を信じ、その中でも最も信頼するものがたけしだと語っている。

### たけし軍団
斎藤は、たけしの弟子であるたけし軍団のメンバーも、無名時代から常に気にかけていた。軍団の一員であるガダルカナル・タカは、姉が斎藤の劇場で働いていたという縁で、幼少時から面識があった。
軍団メンバーは頻繁に斎藤のもとを訪れており、2001年に大勝館が新装開館した後は、軍団が週末に頻繁に食事に訪れるようになった。斎藤は「お前らの顔を見れば監督の顔を見ているようで元気が出るから、お前らだけでも来いよ」と伝えていた。斎藤は軍団と共によく競馬をして「勝ったら半分よこせ」と言っており、勝った軍団が払ったためしがないにもかかわらず、それを楽しんでいた。たけしからは「何でお前らが俺抜きでママと遊んじゃうんだよ。俺がママを紹介したんじゃねーか!」と突っ込まれていた。
同じく軍団の一員であるゾマホン・ルフィンがベナン共和国出身であることから、たけしはベナンに多額の寄付をしており、斎藤も金や鉛筆などを寄付していた。ゾマホンは駐日本国ベナン共和国特命全権大使となった後も、斎藤に逢うと土下座して、床に頭を擦りつけるほど頭を下げて挨拶していた。あるときは来日し、斎藤に逢いたい思いで浅草を訪ねたところ、斎藤は別の劇場へ演劇を見に行っており不在であった。ゾマホンはその観劇先まで斎藤を訪ねて行き、幕間の休憩時間に斎藤のもとへ行き「お久しぶりです」と、床に頭を擦りつけて挨拶したという。

### 早乙女太一
俳優の早乙女太一も、斎藤が手塩にかけて育てた人物である。大勝館の改装当時、早乙女の所属する劇団朱雀はまだ弱小であり、斎藤は劇団の援助のために大勝館の舞台に上げた。このときに当時9歳の早乙女が子役を演じており、斎藤が気に入って援助を始めたのである。着物などをふんだんに買い与え、父親の劇団の援助もした。斎藤とたけしが『座頭市』の撮影にあたって勝新太郎の墓参りをした際は、斎藤が早乙女を連れていたことから、たけしの誘いにより早乙女も同作で映画に初出演することになった。
早乙女の所属は、当初は斎藤の長男が社長を務める芸能プロダクション・齋藤エンターテインメントであったが、2010年（平成22年）2月に突如、劇団朱雀へと移籍した。斎藤は斎藤エンターの経営から手を引いていたため、移籍にかかわることはなかった。
息子同然の早乙女を手放した心労から、斎藤は一時は体調を崩して入院し、3月に予定していた新聞社の会見もキャンセルに至った。文書では「恩をあだで返された。怒りを禁じえない」と気持ちを明かし、「一言あいさつがほしかった。不満があれば、言ってほしかった」「移籍は一方的で、人の道に外れたこと」とも漏らしていた。一方で早乙女は取材に対して多くは語らず、一方的な移籍との斎藤の主張に対して、移籍について斎藤に話したと説明した。後に斎藤エンターが契約解除について訴訟を起こす予定はないと発表したことで、騒動は収束を迎えた。
同2010年4月、我慢のならない斎藤は、周囲に「今から太一の楽屋に乗り込む」と言って明治座に乗り込んだ。早乙女は、斎藤の姿を見るや態度を一変「ママ、いろいろありがとうございました」と謝罪した。斎藤は自分の頬にキスをさせ「半分許す」「しっかりやんなさいよ」と伝えたという。雑誌『フライデー』の記事には、斎藤が笑顔で頬のキスマークを指差す写真が掲載された。
この早乙女の移籍による斎藤の落胆は、凄まじいものであった。大勝館が老朽化により2007年に閉館を強いられたことは、この1件での斎藤の落胆により、建物の建て替えが停止したからとの指摘もある。
当時は早乙女の移籍を批判した斎藤ではあったが、後に自叙伝では早乙女が当時19歳と若かったことが一因で、非は周囲にあるとして、早乙女を庇った。斎藤は入院直前まで、浅草の食事処にベネツィア映画祭でビートたけしらと共に撮った写真を飾っており、その横には早乙女の写真も飾ってあったという。

### 小向美奈子
2008年（平成20年）、ロック座の社長を継いでいた斎藤の孫が、斎藤に「事務所をクビにされそうな子」として紹介したのが、小向美奈子であった。斎藤らが小向のロック座での再デビューを計画していた矢先、小向は2009年1月に覚醒剤取締法違反容疑で逮捕され、一時はデビューが危ぶまれた。しかし執行猶予後に斎藤の孫は、覚醒剤で逮捕された芸能人はもはや芸能界では生きていけないとし、ロック座デビューの計画を再始動させ、斎藤もそれに同意した。
同2009年6月、小向はロック座の25周年特別興行の第1弾で踊り子としてデビューし、大きな話題を呼んだ。斎藤は小向の性格を「良い子よ。あの子はスレてないし、恥ずかしい気持ちを忘れてないから、色気がある。スレたら人間は大胆になるからね」「性格は素直でね。現場でちょっと会っただけだけど、そのときに『お世話になります』って頭を下げてくれたわよ」「深々と頭を下げて丁寧に挨拶をする」と評していた。また実際に舞台を見て「愛嬌がいい」「感じのいい子」「いいおっぱいしてる。ピンとして、乳首もピンクで」「おっぱいがきれい。あんなに大きいのに垂れていない。他の人より、少し上の位置にあるのもいい」と絶賛していた。
斎藤は小向のことを「私が一生面倒を見る」と言って、他の踊り子とも差別していた。小向がママ（斎藤）専属との意味で「ママタレ」とも呼ばれた。あるときに斎藤は小向の楽屋を訪れ「私はあなたのいいとこ知ってるよ。おっぱい!」と元気づけたという。
2011年2月、小向に覚せい剤取締法違反での再度の逮捕状が出た際には、斎藤は小向に出頭を促すと共に「私は小向を待ってますよ。早く帰ってきてほしいと思っています」と気にかけていた。刑務所に面会にも行くし差し入れもすると言い、「（出所後は）また踊ればいいのよ」とも語っていた。同2月に小向が逮捕されても「小向はいい子。薬なんかする子じゃない」と庇い、「（逮捕後は）毎日でも面会に行って差し入れしてあげたい。ママが待っていると思ったら頑張れるはずだから」「沈ませるのはもったいない。命に代えてでも私はあの子を守る」と、再復帰をサポートする意志を明かした。「早く無実が明らかになって、ロック座の舞台に戻ってきてほしい」とも願っていた。再復帰を望んでいたのは、自身も踊り子としての経験があり、劇場経営者として小向の裸を見続けた上での評価であった。
斎藤の死去にあたり、小向は「『悩んでても人生は長いんだから大丈夫』と気さくに背中を押してくれた。ママのおかげでこうやって生きていられる」と彼女を偲んだ。斎藤同様に酒好きの小向は、斎藤に「まだ、お酒飲んでるの?」と気遣われたことが最期の会話となったという。

### その他
勝新太郎の支援に先立って、斎藤は若山富三郎本人の支援もしていた。1970年代に斎藤が「女社長」としてテレビに取り上げられていた頃、そのテレビを若山が見、「5000万円貸してほしい」と訪ねた。若山の金銭感覚についての悪評を聞いた長男は、絶対貸さないよう斎藤に伝えたが、後日、斎藤は「あれほどの男が恥を忍んで私に頭を下げて来ているんだから、もう貸したよ」と語っていた。若山と勝は兄弟共々、斎藤を「ママ」と呼んで慕っており、世間からは大御所と呼ばれても、斎藤にだけは頭が上がらなかった。勝の借金は最終的に1億から2億まで返済されたところで清算されたが、若山は返済せず仕舞だったという。
山城新伍は、斎藤の70歳の誕生パーティーの司会を務めて以来の仲である。山城はテレビの仕事を退いてからは頻繁に斎藤の家を訪れ、離婚後は毎日訪れていた。三船敏郎は斎藤のもとに麻雀をしに、千葉真一は酒を呑みに訪れていた。山梨の劇場・石和ロック座には、松平健が泊ったこともあった。大勝館には、彼ら芸能人と斎藤の交流を示す写真が、壁一杯に飾られていた。
斎藤は多くの芸能人を金銭面で支援したことから、「芸能人の金庫番」とも呼ばれた。フジテレビの番組『バイキング』において、芸能リポーターの山根弘行は「芸能界で斎藤ママのことを知らない人はもぐり」と語っていた。

## 略年譜
- 1926年（大正15年）0歳
  - 宮城県白石町で誕生。
- 1943年（昭和18年）17歳
  - 宮城県白石高等女学校を卒業。
- 1944年（昭和19年）18歳
  - 上京し、青山学院専門学校へ入学。
- 1946年（昭和21年）19歳
  - 青山学院専門学校を中退。
  - 旅一座の座長と事実婚。
- 1947年（昭和22年）20歳
  - 長男が誕生。
- 1949年（昭和23年）22歳
  - 長女が誕生。
- 1954年（昭和29年）27歳
  - 離婚。
- 1961年（昭和36年）35歳
  - 踊り子としてデビュー。
- 1963年（昭和38年）37歳
  - 栃木県佐野市の劇場を購入。
- 1964年（昭和39年）38歳
  - 仙台市と上山田市の劇場を購入。
- 1967年（昭和42年）41歳
  - ヨーロッパ公演。
- 1970年（昭和45年）44歳
  - この年までに日本全国で約20の劇場を経営する。
- 1971年（昭和46年）45歳
  - 東洋興業と歩興業契約を結ぶ。
- 1972年（昭和47年）46歳
  - 正式にロック座を買い取り、社長に就任。
- 1973年（昭和48年）47歳
  - ロック座の会長に就任。
- 1983年（昭和58年）57歳
  - 雅麗花を養女とする。
- 1984年（昭和59年）58歳
  - 踊り子としての引退興行。
- 1989年（昭和63年）59歳
  - 上山田の芸者置屋「一力」を開業。
- 1997年（平成9年）71歳
  - ビートたけしの深夜番組に出演。
- 2001年（平成13年）75歳
  - 浅草大勝館を新装開館。
  - ブラジル公演。
- 2003年（平成15年）77歳
  - ロック座の名誉会長に就任。
  - 斎藤企画、たけし監督・主演による映画『座頭市』公開。
- 2016年（平成28年）90歳
  - 卒寿パーティーに出席。
- 2017年（平成29年）
  - 胃癌により死去。
  - 自叙伝『浅草ロック座の母 伝説の女傑』出版。

## 評価
斎藤がロック座のオーナーとなって以来、同劇場では幕間のコントや芝居は姿を消したが、ノンフィクションライターの中山涙は、このことで企画や踊り子の質が劇的に向上したと評価している。評論家の西条昇は、関西を中心に風俗化していくストリップを、斎藤がショー・ビジネスとして、芸術性ある舞台として守り続けてきたことを評価している。
前述の上山田ロック座の支配人は「当時の興行主は皆男だったんです。その中で、ママは女だから踊り子の気持ちをつかむのがうまかった」と語っている。経営者としては東日本最大の興行主とも、立志伝中の人物ともいわれた。ストリップの地位向上の立役者ともいわれた。身内の評価でもあるが、前述の雅麗華は、斎藤が踊り子出身であるからこそ、ロック座はショー・ビジネスとしてのストリップの伝統を守ってきたと語っている。ビートたけしは、浅草フランス座でアルバイト当時の斉藤を「ほんとは小柄な人なんだけど、とても大きく見えた。いつも忙しそうに走り回ってた印象があるな」と述懐した。
浅草ロック座の新装開店時、その設備一新について、頻繁にロック座の舞台に立った元AV女優の愛染恭子が「一流」と絶賛しており、後に「お客さんも上品な『浅草ロック座』に出演するのは、踊り子にとって最高のステータスでした」と語った。浅草の商店街からは「それまでの『小便くさいヌード劇場』というイメージが吹き飛んだ」「非常に綺麗で清潔な小屋ができたことを、皆が本当に驚いた」との声もあった。
大勝館の新装開館時は、浅草寺に1日数万人が訪れても六区には人が来ないといわれた人の流れが一転し、街はみるみる活気づいたことで、浅草花やしきからは「六区ににぎわいを呼び戻した斎藤さんは『浅草の救世主』だね」との声があった。
没後の通夜の席では、たけしは「お母さんよくやったとしか思えないね。よくぞこれだけのことをやったなって見事にいきた感じがしてすごい人」と斎藤を偲び、後に「何てったって、あの時代に女が一人で興業の世界で上がって行くんだから、並大抵の根性じゃないだろ」「豪快な人で、女でよかった。男だったら全国制覇しているか、殺されるかだった」「浅草に来んのもつまんなくなっちゃったね」と偲んでいた。先述通り幼少時から面識のあるガダルカナル・タカは「豪快な生き方で、まさに女傑でした」と偲んだ。内田裕也は「一人でコツコツやってこられた人。本当に尊敬している。俺たちはロックンロールをロック座でやることにプライドを持っていた」と話していた。
40年来の交友がある浅香光代は、ストリップ劇場全体が衰退する中、ロック座が残り続けたのは、斎藤の手によるショーの質の高さ、美しさによるものと評価しており、「体を張って生きた気風のいい女」と語っていた。浅香によれば、斎藤がロック座のオーナーになった頃、浅香の公演に祝儀袋を持って挨拶に訪れ、その祝儀がかなりの厚さだったことから、「できる女だ」と思ったという。テレビ番組『バイキング』では、徳光和夫が「初対面のときからこの人にはうそがつけないと思わせる人。1つの時代を築いた人」とコメントした。
ただし踊り子の斡旋にまつわる金銭問題では、他の劇場と衝突することもあり、怨みを買うことも多かった。ラスベガスの別荘で素人の女性をスカウトし、芸を覚えさせて劇場に出演させ、その出演料の分け前を手にしていたともいい、そのやり口はロック座内部でも批判があった。「あくどく稼いできた女」「男を手玉にとってのし上がってきた女」との酷評もあった。2014年（平成26年）にはロック座の元運営会社である株式会社斎藤観光が破算しているが、斎藤がAV女優を多数起用していた分、出演料が多額に上ったことが一因とも指摘されている。
日本各地のストリップ劇場の経営を手掛けた瀧口義弘もまた、斎藤の強欲さを厳しく批判している。瀧口によれば、斎藤の横浜市野毛町の劇場を瀧口が借りる際、1千万円の敷金を支払ったが、その後に慣例として返金されるべきところが、返金は一切なかった。また斎藤の経営する劇場の一つである福岡市博多区の「DX博多」の客足が芳しくないことから、斎藤は再建業を瀧口に依頼し、瀧口がその業績を回復させると、斎藤が自分で経営したいと言い出したため、瀧口は手を引いた。これらの事情から、瀧口は斎藤を「とにかく金にガメつかった」「まったく節操がありませんでした」「ふてぶてしい女です。あれほど金に汚い女はいないんじゃないでしょうか」と語っており、ノンフィクション作家の八木澤高明は「人に対してあまり辛辣な言葉を発することはない瀧口が斎藤にだけは、容赦がない」と述べている。

## 著作
- 『浅草ロック座の母 伝説の女傑』竹書房、2017年11月24日。ISBN 978-4-8019-1271-7。